# Ременезуб новозеландський
Ременезуб новозеландський (Mesoplodon bowdoini) — кит з роду Ременезуб, родини Дзьоборилові. В основі рострума, як і в ременезуба Карл-Хубса є дві пари предочних виїмок, але бічний контур коронки зуба нагадує трикутник.
| Риба | Це незавершена стаття з іхтіології. Ви можете допомогти проєкту, виправивши або дописавши її. |